# Off to the Races
"Off to the Races" é uma canção da cantora e compositora norte-americana Lana Del Rey, primeiro aparecendo em seu auto-intitulado EP Lana Del Rey a canção foi re-lançada em seu segundo  Álbum de estúdio, Born to Die. A canção foi escrita por Del Rey e Tim Larcombe. Emile Haynie e Patrik Berger foram emparelhados para a produção da música. Na Holanda e Filipinas, "Off to the Races" foi lançada como um single promocional em 6 de janeiro de 2012.

## Composição
Ao contrário das outras músicas de Born to Die, Del Rey emprega uma técnica alternativa de rap, batida de hip-hop e linhas de bateria pesadas, similar ao de "National Anthem".  Pitchfork disse que a técnica rap foi quase como um "bate-papo".  As letras também mostram referências à Lolita, tais como, "Luz da minha vida, fogo em minhas entranhas".

## Antecedentes e composição
"Off to the Races" foi lançada como um single promocional, na Holanda e nas Filipinas em 06 de janeiro de 2012. A canção estava disponível para download gratuito no iTunes Store. O vídeo de "Off to the Races" foi lançado através de canais digitais e foi produzido exclusivamente por Del Rey, semelhante a seus hits anteriores. O vídeo apresenta gangsters latino americanos, figuras de mulheres fatais com armas de fogo, e uma pista de corrida. No Ruby Lounge, em Manchester, Reino Unido, Del cantou a música pela primeira vez, juntamente com "Video Games" e "Blue Jeans". Foi a última música do set. 

## Recepção crítica
"Off to the Races" foi liricamente descrito como "um show de horrores de inadequada co-dependência",  O revisor do About.com Bill Cordeiro felicitou a mistura de sons em "Off to the Races", reconhecendo o sabor único a pista adicionados a discografia Del Rey, depois dos singles, "Video Games" e "Born to Die".   Além disso, Cordeiro disse: "[a música] é a mais original das canções [no EP] e é quase electropop em grande estilo. Caso Lana Del Rey explora esta direção mais sobre o álbum Born To Die, que será refrescante".  Deu a canção uma crítica negativa, o site de música indie Pitchfork disse que "... objetivo [s] para chatty, espumante opulência", acrescentando que "não tem a personalidade para trazê-lo de fora".  The Guardian escreveu que "Off to the Races" transforma Del Rey de sereia do vintage para R&B hoochie mais convincente. Há jazz em dextrous em Del Rey no território vocal, e novamente no swoop e pow de ressaca de Haynie".  Comparando a música "Video Games" e "Blue Jeans",o The Huffington Post Postou no blog que a canção era "... muito bom ... e soa tão cativante ..."  do vídeo da música música, revisor Robbie Daw comentou: "... parece que o produtor do vídeo estava fora para encontrar o cheesiest filmagens de idade shoot-'em-up dos anos 80 B -filmes para este clipe". 

## Desempenho nas tabelas musicais
| Parada (2012)                                        | Melhor posição |
| ---------------------------------------------------- | -------------- |
| Estados Unidos - Billboard Alternative Digital Songs | 22             |
| Estados Unidos - Billboard Rock Digital Songs        | 37             |
| Estados Unidos - Billboard Hot Rock Songs            | 40             |